# Supremacismo blanco

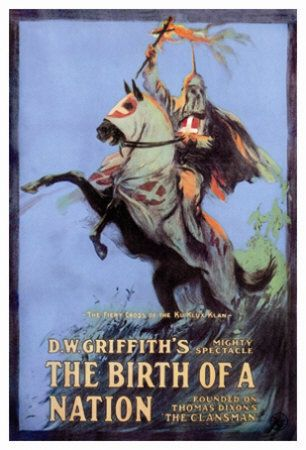
Cartel de El nacimiento de una nación (1915), filme de principios del que muchos consideran una apología del supremacismo racial, en particular el Ku Klux Klan.

El supremacismo blanco o supremacía blanca es una creencia supremacista que sostiene que las personas blancas son superiores en muchos aspectos a las personas de otras razas o etnias, y que, por lo tanto, las personas blancas deben dominar por sobre todas las etnias. La supremacía blanca tiene sus raíces en el racismo científico, y con frecuencia se basa en argumentos pseudocientíficos. Como la mayoría de los movimientos similares, como el neonazismo, los supremacistas blancos también típicamente se oponen a los miembros de otras etnias, así como a los judíos, gitanos y en algunas ocasiones a hispanos y musulmanes.
El término también se usa normalmente para describir una ideología política que perpetúa y mantiene el dominio social, político, histórico, institucional o jurídico de los blancos (como lo demuestran las estructuras sociopolíticas históricas y contemporáneas, como el comercio atlántico de esclavos, las leyes Jim Crow en los Estados Unidos y el apartheid en Sudáfrica). Diferentes formas de supremacismo blanco presentan diferentes concepciones de quiénes son considerados blancos, y diferentes grupos de supremacistas blancos identifican a varios grupos raciales y culturales como su enemigo principal.
En el uso académico, particularmente en el uso que se basa en la teoría crítica de la raza, la locución «supremacía blanca» también puede referirse a un sistema político o socioeconómico en el que las personas blancas disfrutan de una ventaja estructural (privilegio) sobre otros grupos étnicos, tanto a nivel colectivo como individual.

## Historia
La supremacía blanca tiene fundamentos ideológicos que se remontan al racismo científico del siglo XVII, el paradigma predominante de la variación humana que ayudó a configurar las relaciones internacionales y la política racial desde la última parte de la Era de la Ilustración hasta finales del siglo XX (marcada por la descolonización y la abolición del apartheid en Sudáfrica en 1991, seguido de las primeras elecciones multirraciales de ese país en 1994).

### Estados Unidos

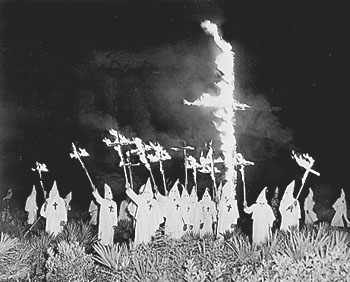
Reunión del Ku Klux Klan en Gainesville (Florida).

La supremacía blanca fue dominante en los Estados Unidos tanto antes como después de la Guerra de Secesión, y persistió durante décadas después de la Era de la Reconstrucción. En la época anterior a la guerra civil de dicho país, esto incluía la esclavitud de gran parte de la población afrodescendiente, con cuatro millones de ellos a quienes se les negó la libertad en los 15 estados donde era legal la esclavitud —de un total de 34—, así como en los territorios indígenas, donde los nativos esclavizaban a los afrodescendientes y sostenían organizadas redes de comercio de esclavos afro;  de hecho, los últimos en liberar a los esclavos afro fueron las tribus indígenas en 1866, más de un año después del fin de la guerra.  La supremacía blanca fue citada como una causa de la Secesión y justificación para la formación de los Estados Confederados de América. En un editorial sobre indígenas estadounidenses en 1890, el autor L. Frank Baum escribió: «Los blancos, por ley de conquista, por justicia de civilización, son dueños del continente americano, y la mejor seguridad de los asentamientos fronterizos estará garantizada por la aniquilación total de los pocos indios restantes».
En algunas partes de los Estados Unidos, muchas personas que fueron consideradas no-blancas fueron privadas de sus derechos, se les prohibió el cargo a la oficina del gobierno y se les impidió ocupar la mayoría de los empleos gubernamentales hasta la segunda mitad del siglo XX. El profesor Leland T. Saito de la Universidad del Sur de California escribe: «A lo largo de la historia de los Estados Unidos, la raza ha sido utilizada por los blancos para legitimar y crear diferencias y la exclusión social, económica y política». La Ley de Naturalización de 1790 limitó la ciudadanía estadounidense a los blancos solamente.
La negación de la libertad social y política para las minorías continuó hasta mediados del siglo XX, dando como resultado el movimiento por los derechos civiles. El sociólogo Stephen Klineberg ha declarado que las leyes de inmigración de EE. UU. antes de 1965 declararon claramente que «los europeos del norte son una subespecie superior de la raza blanca». La Ley de Inmigración y Nacionalidad de 1965 abrió el ingreso a los EE. UU. a inmigrantes que no fueran los grupos germánicos y del norte de Europa tradicionales, y como resultado alteró significativamente la mezcla demográfica en los EE. UU. Muchos estados de EE. UU. prohibieron el matrimonio interracial a través de las leyes contra el mestizaje hasta 1967, cuando estas leyes fueron invalidadas por la decisión del Corte Suprema de los Estados Unidos en Loving v. Virginia. Estos avances de mediados de siglo tuvieron un gran impacto en las opiniones políticas de los estadounidenses blancos; la segregación y la superioridad racial blanca, que había sido públicamente aprobadas en la década de 1940, se convirtieron en puntos de vista minoritarios dentro de la comunidad blanca a mediados de la década de 1970 y continuaron disminuyendo en las encuestas de 1990 a un porcentaje de un solo dígito. Para el sociólogo Howard Winant, estos cambios marcaron el final de la «supremacía blanca monolítica» en los Estados Unidos.

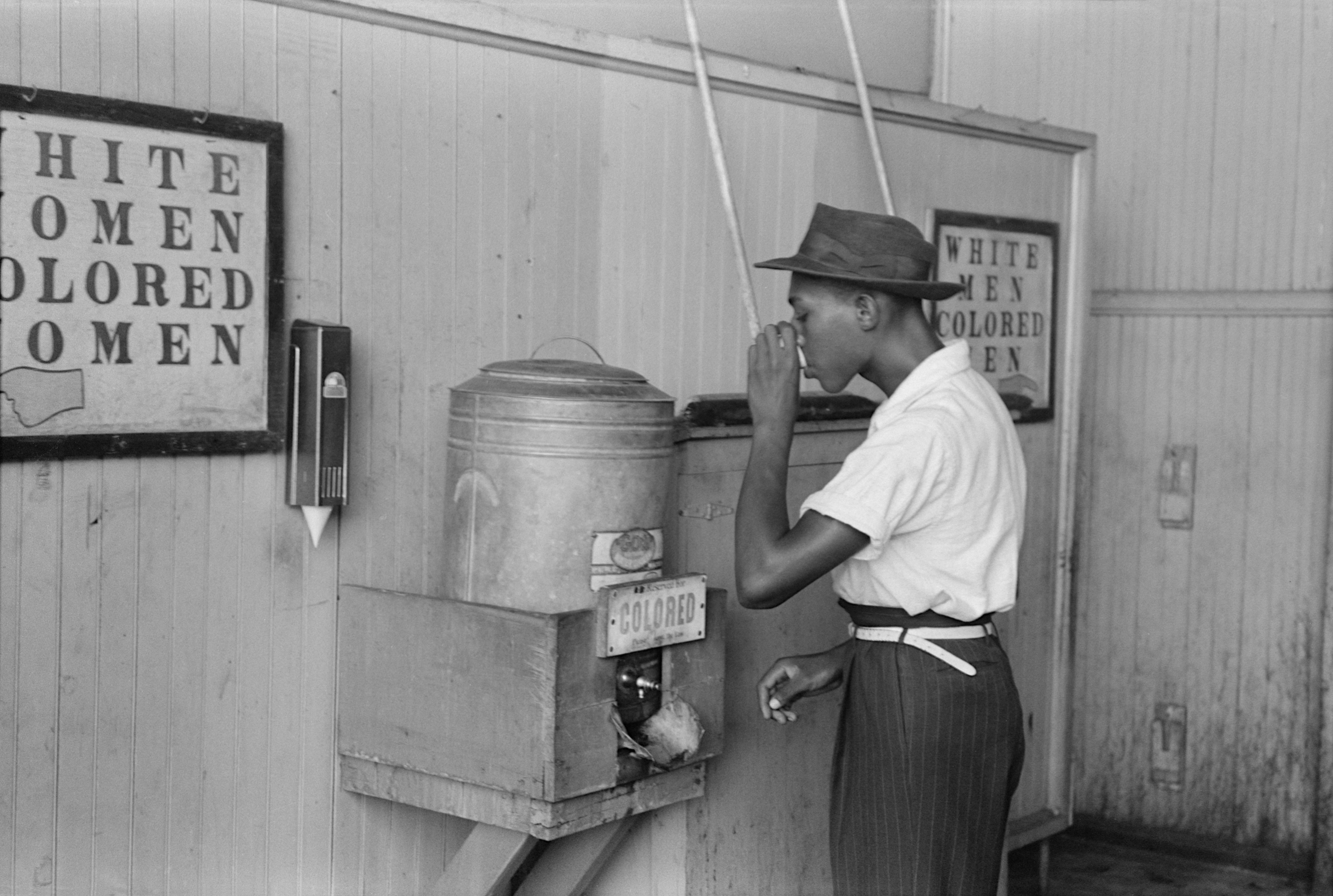
Afroestadounidense bebiendo de una fuente asignada a personas negras. Imagen de mediados del.

Después de mediados de la década de 1960, la supremacía blanca siguió siendo una ideología importante de la extrema derecha estadounidense. Howard Winant escribe que, «En la extrema derecha, la piedra angular de la identidad blanca es la creencia en una diferencia racial ineluctable e inalterable entre blancos y no blancos». Según Kathleen Belew, historiadora de la raza y el racismo en los Estados Unidos, la militancia blanca cambió después de la guerra de Vietnam: de apoyar el orden racial existente a una posición más radical, autodenominada como «poder blanco» o «nacionalismo blanco», comprometida a derrocar al gobierno de los Estados Unidos y establecer una patria blanca. Los grupos de supremacistas blancos como el Ku Klux Klan, las organizaciones neonazis, el movimiento de la identidad cristiana y los white power skinhead partidarios del poder blanco, conforman dos tercios de los grupos principales de movimientos violentos de derechas en los Estados Unidos (siendo los restantes, principalmente, organizaciones de milicias antigubernamentales).
Algunos académicos sostienen que los resultados de la elección presidencial de los Estados Unidos de 2016 reflejan los desafíos actuales con la supremacía blanca. La psicóloga Janet Helms sugirió que los comportamientos normativos de las instituciones sociales de educación, gobierno y atención médica están organizados en torno al «derecho de nacimiento de... el poder de controlar los recursos de la sociedad y determinar las reglas para [esos recursos]». Los educadores, los teóricos de la literatura y otros expertos políticos han planteado preguntas similares, conectando al chivo expiatorio de las poblaciones marginadas con la superioridad blanca.

### Imperio británico
En 1937, Winston Churchill dijo a la Comisión Real de Palestina: "No admito, por ejemplo, que se haya infligido una gran injusticia contra los Indios Rojos de América y el pueblo negro de Australia. No admito que se haya cometido una injusticia contra estos pueblos por el hecho de que una raza superior, una raza de grado superior, una raza con más sabiduría sobre el mundo por decirlo de alguna manera, haya llegado y haya ocupado su lugar". El historiador británico Richard Toye, autor del libro Imperio de Churchill, dijo que "Churchill pensaba que los blancos eran superiores".

### Alemania
El nazismo promovió la idea de un pueblo germánico superior o raza aria en Alemania a principios del siglo XX. Las nociones de supremacía blanca y superioridad racial aria se combinaron en el siglo XIX, con la supremacía blanca manteniendo la creencia de que los blancos eran miembros de una "raza de amos" aria que era superior a otras razas, particularmente a los judíos (que fueron descritos como "Raza semita"), eslavos y gitanos, que asociaban con la "esterilidad cultural". Arthur de Gobineau, un teórico racial y aristócrata francés, culpó de la caída del antiguo régimen en Francia a la degeneración racial causada por la mezcla racial, que argumentó había destruido la "pureza" de la raza nórdica o germánica. Las teorías de Gobineau, que atrajeron a muchos seguidores en Alemania, enfatizaron la existencia de una polaridad irreconciliable entre los pueblos arios o germánicos y la cultura judía.
Como el principal teórico racial del Partido Nacionalsocialista, Alfred Rosenberg supervisó la construcción de una "escalera" racial humana que justificara las políticas raciales y étnicas de Hitler. Rosenberg promovió la teoría nórdica, que consideraba a los nórdicos como la «raza de los amos», superior a todos los demás, incluidos otros arios (indoeuropeos). Rosenberg obtuvo el término alemán Untermensch («subhombre» o «subhumano») del título del libro del miembro del Ku Klux Klan Lothrop Stoddard de 1922, La revuelta contra la civilización: La amenaza del hombre subhumano (The Revolt Against Civilization: The Menace of the Under-man en inglés). Más tarde, los nazis lo adoptaron de la versión alemana de dicho libro, llamada Der Kulturumsturz: Die Drohung des Untermenschen (1925). Stoddard, defensor de las leyes de inmigración de EE. UU. que favorecían a los europeos del norte, escribió principalmente sobre los supuestos peligros planteados por los pueblos "de color" para la civilización blanca, y escribió La creciente marea de color contra la supremacía del mundo blanco (The Rising Tide of Color Against White World-Supremacy en inglés) de 1920. Al establecer un sistema de ingreso restrictivo para Alemania en 1925, Hitler escribió sobre su admiración por las leyes de inmigración de Estados Unidos: "La Unión Americana rechaza categóricamente la inmigración de elementos físicamente insalubres y simplemente excluye la inmigración de ciertas razas".
Los elogios alemanes por el racismo institucional de Estados Unidos, encontrado anteriormente en Mi lucha de Hitler, fueron continuos a principios de la década de 1930, y los abogados nazis defendieron el uso de modelos estadounidenses. Las leyes de ciudadanía y anti-mestizaje basadas en la raza inspiraron directamente las dos principales leyes raciales de Núremberg de los nazis: la Ley de ciudadanía y la Ley de sangre. Para preservar la raza aria o nórdica, los nazis introdujeron las Leyes de Núremberg en 1935, que prohibían las relaciones sexuales y los matrimonios entre alemanes y judíos, y más tarde entre alemanes, gitanos y eslavos. Los nazis utilizaron la teoría de la herencia mendeliana para argumentar que los rasgos sociales eran innatos, afirmando que había una naturaleza racial asociada con ciertos rasgos generales, como la inventiva o el comportamiento criminal.
Según el informe anual de 2012 del servicio de inteligencia interior de Alemania, la Oficina Federal para la Protección de la Constitución, en ese momento había 26 000 extremistas de derecha viviendo en Alemania, incluyendo 6000 neonazis.

### Sudáfrica
Varias naciones del sur de África experimentaron una fuerte tensión racial y conflicto durante la descolonización global, en particular cuando los africanos blancos de ascendencia europea lucharon para proteger su estatus social y político preferencial.
La segregación racial en Sudáfrica comenzó en tiempos coloniales bajo el Imperio neerlandés, y continuó cuando los británicos tomaron el Cabo de Buena Esperanza en 1795. El Partido Nacional, dominado por los afrikáneres, introdujo el apartheid como una política estructurada oficialmente después de la elección general de 1948. La legislación del apartheid dividió a los habitantes en cuatro grupos raciales: "negro", "blanco", "de color" e "indio", con el color dividido en varias subclasificaciones. En 1970, el gobierno dirigido por los afrikáneres bajo el liderazgo de B. J. Vorster abolió la representación política no blanca y, a partir de ese año, los negros fueron privados de la ciudadanía sudafricana. Sudáfrica abolió el apartheid en 1991.

### Rhodesia
En Rodesia, un gobierno predominantemente blanco emitió su propia declaración unilateral de independencia del Reino Unido durante un intento fallido de evitar el gobierno de la mayoría inmediata. Después de la guerra civil de Rodesia, que lucharon los nacionalistas africanos, el primer ministro de Rhodesia, Ian Douglas Smith, accedió a la representación política birracial en 1978 y el estado logró el reconocimiento del Reino Unido como Zimbabue en 1980.

### Rusia
Las organizaciones neonazis que abrazan la ideología de la supremacía blanca están presentes en muchos países del mundo. En 2007, se afirmó que los neonazis rusos representaban "la mitad del total mundial".

### Ucrania

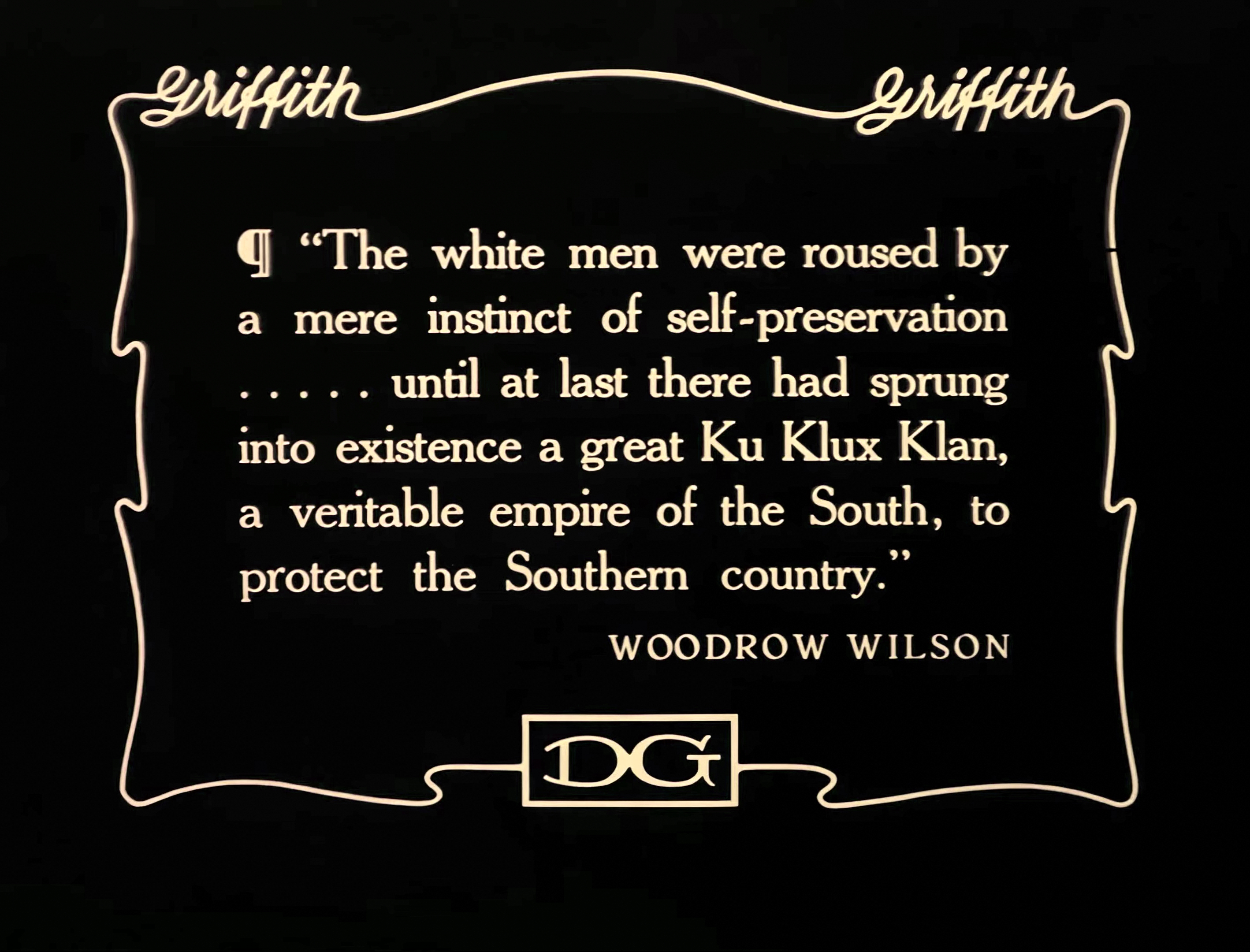
"Los hombres blancos se levantaron por mero instinto de conservación... hasta que, finalmente, vino a la existencia un gran Ku Klux Klan, un genuino imperio del Sur, para proteger la tierra sureña" — Palabras del presidente Woodrow Wilson citadas en El nacimiento de una nación.

En junio de 2015, el representante demócrata John Conyers y su colega republicano Ted Yoho ofrecieron enmiendas bipartidistas para bloquear el entrenamiento militar de los Estados Unidos en el Batallón Azov de Ucrania, denominado "milicia paramilitar neonazi" por Conyers y Yoho. Algunos miembros del batallón son abiertamente supremacistas blancos.

## Uso académico del concepto
El concepto «supremacía blanca» se utiliza en los estudios académicos del poder racial para denotar un sistema de racismo estructural o social que privilegia a las personas blancas sobre otras, independientemente de la presencia o la ausencia de odio racial. Las ventajas raciales blancas ocurren tanto a nivel colectivo como a nivel individual (ceteris paribus, es decir, cuando se comparan individuos que no difieren de manera relevante excepto en el origen étnico). La académica jurídica Frances Lee Ansley explica esta definición de la siguiente manera:

Por «supremacía blanca» no quiero referirme solo al racismo autoconsciente de los grupos de odio de la supremacía blanca. Me refiero, en cambio, a un sistema político, económico y cultural en el que los blancos controlan de manera abrumadora el poder y los recursos materiales, las ideas conscientes e inconscientes de la superioridad y el derecho de los blancos están generalizadas, y las relaciones de dominación de los blancos y la subordinación no blanca se representan diariamente en una amplia gama de instituciones y entornos sociales.

Esta y otras definiciones similares han sido adoptadas o propuestas por pensadores y académicos como Charles Mills, bell hooks, David Gillborn, Jessie Daniels y Neely Fuller Jr, y se usan ampliamente en la teoría de la raza crítica y el feminismo interseccional. Algunos educadores antirracistas, como Betita Martinez y el taller Challenging White Supremacy (Desafiando a la Supremacía Blanca en español) también usan el término de esta manera. El término expresa continuidades históricas entre una época anterior a los movimientos por los derechos civiles y de supremacismo blanco abierto y la actual estructura de poder racial de Estados Unidos. También expresa el impacto visceral del racismo estructural a través de un lenguaje «provocativo y brutal» que caracteriza al racismo como «infame, global, sistémico y constante». Los usuarios académicos del término a veces lo prefieren al racismo porque permite establecer una distinción entre los sentimientos racistas y la ventaja o el privilegio racial blanco.

## Ideologías y movimientos

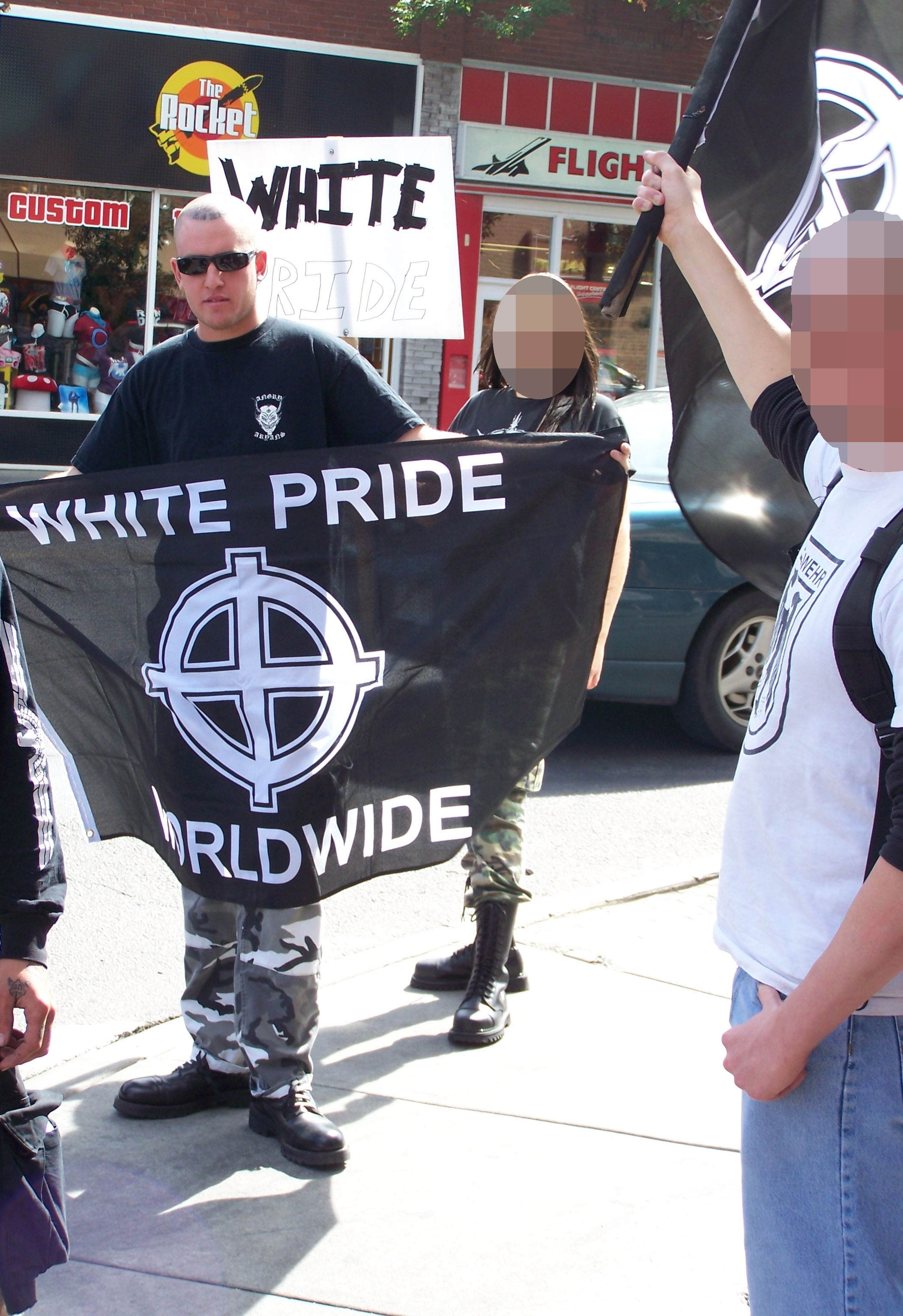
Miembros del grupo neonazi canadiense Aryan Guard en Calgary (2009) portando una bandera con el lema «White Pride Worldwide» (orgullo blanco en todo el Mundo) y la cruz celta.

Los partidarios del nordicismo consideran que los «pueblos nórdicos» son una raza superior. A principios del siglo XIX, la supremacía blanca estaba vinculada a las teorías emergentes de la jerarquía racial. El filósofo alemán Arthur Schopenhauer atribuyó la primacía cultural a la raza blanca en su Parerga y paralipómena:

La más alta civilización y cultura, aparte de los antiguos hindúes y egipcios, se encuentran exclusivamente entre las razas blancas; e incluso con muchos pueblos oscuros, la casta o raza gobernante tiene un color más justo que el resto y, por lo tanto, evidentemente ha emigrado, por ejemplo, los brahmanes, los incas y los gobernantes de las islas del Mar del Sur. Todo esto se debe al hecho de que la necesidad es la madre de la invención porque las tribus que emigraron temprano al norte, y gradualmente se convirtieron en blancas, tuvieron que desarrollar todos sus poderes intelectuales e inventar y perfeccionar todas las artes en su lucha con la necesidad y la miseria, que en sus múltiples formas fueron provocadas por el clima.

El eugenista Madison Grant argumentó en su libro de 1916, The Passing of the Great Race (La caída de la gran raza en español), que la raza nórdica había sido responsable de la mayoría de los grandes logros de la humanidad y que la mezcla con otras razas era el «suicidio racial». En este libro, los europeos que no son de origen germánico pero tienen características nórdicas como el pelo rubio/rojo y los ojos azul/verde/gris, se consideraron una mezcla nórdica y adecuada para la arianización.
En los Estados Unidos, el Ku Klux Klan (KKK) es el grupo más asociado con el movimiento de la supremacía blanca. Muchos grupos de supremacistas blancos se basan en el concepto de preservar la pureza genética y no se centran únicamente en la discriminación basada en el color de la piel. Las razones del KKK para apoyar la segregación racial no se basan principalmente en ideales religiosos, pero algunos grupos del Klan son abiertamente protestantes. El KKK y otros grupos de supremacía blanca como la Nación Aria, The Order y el White Patriot Party (Partido Patriota Blanco en español) se consideran antisemitas.
La Identidad Cristiana es otro movimiento estrechamente vinculado a la supremacía blanca. Algunos supremacistas blancos se identifican como odinistas, aunque muchos odinistas rechazan la supremacía blanca. Algunos grupos de supremacistas blancos, como el Boeremag de Sudáfrica, combinan elementos del cristianismo y el odinismo. El Movimiento de la Creatividad (anteriormente conocida como «La Iglesia Mundial del Creador») es atea y denuncia el cristianismo y otras religiones teístas. Aparte de esto, su ideología es similar a la de muchos grupos de Identidad Cristiana porque cree en la teoría conspirativa antisemita de que existe una «conspiración judía» que controla los gobiernos, la industria bancaria y los medios de comunicación. Matthew F. Hale, fundador de la Iglesia Mundial del Creador, ha publicado artículos que afirman que todas las razas, excepto las blancas, son «razas de barro», que es lo que enseña la religión del grupo.
La ideología de la supremacía blanca se ha asociado con una facción racista de la subcultura skinhead, a pesar del hecho de que cuando la cultura de skinhead se desarrolló por primera vez en el Reino Unido a fines de la década de 1960, estuvo fuertemente influenciada por la moda y la música negras, especialmente el reggae y el ska jamaicano, y la música soul afroamericana.
Las actividades de reclutamiento de la supremacía blanca se realizan principalmente a nivel de base, así como en Internet. El acceso generalizado a Internet ha llevado a un aumento dramático en los sitios web de la supremacía blanca. Internet proporciona un lugar para expresar abiertamente las ideas de los supremacistas blancos a un bajo costo social, porque las personas que publican la información pueden permanecer en el anonimato.